# Тадеуш Доленга-Мостович
Тадѐуш Долѐнга-Мосто̀вич (на полски: Tadeusz Dołęga-Mostowicz) е полски журналист, сценарист и писател на произведения в жанра съвременен роман и сатира.

## Биография и творчество
Тадеуш Доленга-Мостович е роден на 10 август 1898 г. в имението Окунево близо до град Глубокое, Витебска губерния, Руска империя (сега в Беларус), в семейството на Стефан и Станислава. Баща му е богат адвокат. Учи в гимназията във Вилнюс (сега в Литва), а после изучава право в Юридическия факултет на Киевския университет. В Киев се сприятелява с членовете на многобройната полска диаспора и се присъединява към нелегалната Полска военна организация (POW).
През 1917 г., след болшевишката Октомврийска революция, семейството му се премества в Полша, а през 1918 г. той прекъсва обучението си и се мести във Варшава. Там той постъпва като доброволец в армията и участва в Полско-съветската война 1919 – 1921 г. Демобилизиран е през 1922 г.
Постъпва на работа в печатница, първо като словослагател, а после като коректор. Пише няколко кратки материала за вестници и открива, че има талант на журналист. През 1925 г. постъпва на работа във вестник „Жечпосполита“, едно от най-влиятелните издания. Там пише под псевдонима „Доленга“ кратки разкази и с псевдонима „C. hr. Zan.“ памфлети, с които става известен. Заради фейлетон за милицията, през 1927 г., е отвлечен, пребит и захвърлен в гората, откъдето го спасява случайно минаващ селянин.
През 1928 г. напуска вестника и се посвещава на писателската си кариера. Първият му роман, „Ostatnia brygada“, е публикуван през 1930 г., но няма успех. Става известен със следващия си роман – „Кариерата на Никодем Дизма“, издаден през 1932 г., който е остра сатира на обществено-политическия живот и остава най-популярен в творчеството му.
В следващите години продължава да пише усилено романи и сценарии за филми.
Тадеуш Доленга-Мостович умира на 20 септември 1939 г. в Кути, Полша (сега в Украйна), при участието си като командир на преден пост на мост на река Черемош, при полската отбрана срещу съветската инвазия, където е прострелян от танк на настъпващата Червена армия в началото на Втората световна война. Препогребан е на Повонзковското гробище във Варшава на 24 ноември 1978 г.

## Произведения

### Самостоятелни романи
- Ostatnia brygada (1930/1932)
- Kariera Nikodema Dyzmy (1932)
Кариерата на Никодем Дизма, изд.: „Народна култура“, София (1980), прев. Малина Иванова
- Prokurator Alicja Horn (1933)
- Bracia Dalcz i Ska (1933)
- Trzecia płeć (1934)
- Świat pani Malinowskiej (1934)
- Złota Maska (1935)
- Wysokie Progi (1935)
- Doktor Murek zredukowany (1936)
- Drugie życie doktora Murka (1936)
- Trzy serca (1938)
- Pamiętnik pani Hanki (1939)

### Серия „Професор Вилчур“ (Profesor Wilczur)
1. Znachor (1937)
Знахар, изд. „Славчо Атанасов“ (1941), прев. Веселина Геновска-Герчева
Знахар, изд. „БЗНС“ (1988), прев. Антоанета Балканджиева
Знахар, изд. „МАГ 77“ (1992), прев. Антоанета Балканджиева
Знахар, изд.: ИК „Хермес“, Пловдив (2013), прев. Антоанета Балканджиева
2. Profesor Wilczur (1939)
Морал, изд. „Славчо Атанасов“ (1942), прев. Веселина Геновска-Герчева
Морал, изд.: ИК „Хермес“, Пловдив (2015), прев. Иван Вълев

### Филмография
по произведенията на писателя
- Prokurator Alicja Horn (1933)
- Ostatnia brygada (1938)
- Złota Maska (1939 – 1940)
- Знахар (1937)
- Profesor Wilczur (1938)
- Doktór Murek (1939)
- Trzy serca (1939)
- Никодем Дизма (1956)
- Pamiętnik pani Hanki (1963)
- Doktor Murek (1979) – ТВ мини сериал
- Кариерата на Никодем Дизма (1980) – ТВ мини сериал
- Знахар (1981)
- Кариерата на Никодем Дизма (2002)